# Jan Zeevaart

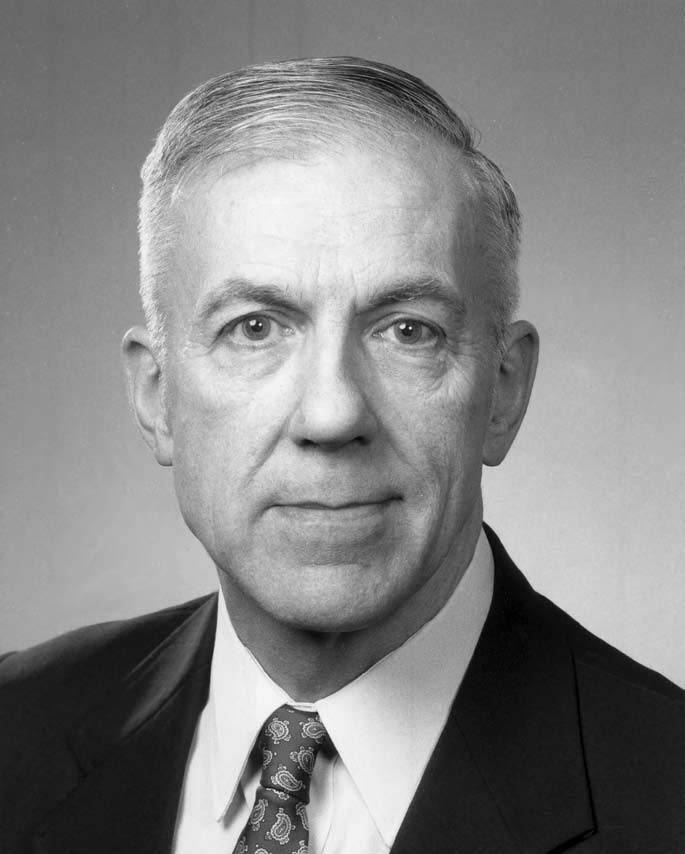

Jan Adriaan Dingenis Zeevaart (Baarland, 5 januari 1930 - 25 november 2009) was een Nederlandse botanicus.

## Opleiding
Zeevaart doorliep de hogereburgerschool in Goes en studeerde vervolgens van 1949-1955 horticultuur aan de Landbouwhogeschool Wageningen. Op uitnodiging van zijn hoogleraar S.J. Wellensiek begon hij in 1955 aan een promotieonderzoek op het gebied van de bloei-inductie door uitwendige factoren met name gericht op de factor daglengte. Zeevaart toonde overtuigend aan dat bladeren onder invloed van een bloeibevorderende daglengte een signaal genereren dat getransporteerd wordt naar de top van de plant, waar het de vorming van  bloemen bewerkstelligt. Hij demonstreerde dit door bladeren van tot bloei geïnduceerde planten te enten op niet bloeiende planten, die hierdoor tot bloei werden gebracht. Met steun van NWO werd hij na zijn promotie in 1958 en na het vervullen van zijn dienstplicht postdoc op Caltech in Pasadena bij de hoogleraren Anton Lang en James Bronner. Hier probeerde hij met een combinatie van fysiologische en biochemische benaderingen het hypothetische florigen te vinden. Dit bracht hem er uiteindelijk ook toe onderzoek te doen aan het toen recent ontdekte plantenhormoon gibberelline en later ook aan abscisinezuur (ABA).

## Loopbaan
Na drie jaar Caltech en een tweejarig professoraat in de plantenfysiologie aan de McMasters University in Canada werd Zeevaart in 1965 een van de eerste stafleden van een nieuw plantenlaboratorium, dat gefinancierd werd door het Amerikaanse Department of Energy (DOE). Dit laboratorium in East Lansing (Michigan) was de plaats waar Zeevaart de rest van zijn loopbaan doorbracht met zijn onderzoek en onderwijs aan studenten. Zeevaart werd gezien als een van de belangrijke grondleggers van de florigeen-theorie en zijn onderzoek richtte zich dan ook steeds meer op het begrijpen van de biosynthese en fysiologie van gibberellines en abscisinezuur.  Hij en zijn groep deden belangrijke ontdekkingen op het gebied van de biosynthese en regulatie van deze twee hormonen.
Zeevaart combineerde een enorme kennis van klassieke plantenfysiologie met het vermogen nieuwe technieken snel toe te passen op zijn fysiologische vraagstellingen. Hij was een onderzoeker pur sang, die zich niet graag bezighield met management en onderzoekspolitiek. Zijn bijdragen aan het plantkundig onderzoek zijn door diverse prijzen erkend. In 1974 werd hij corresponderend lid van de Koninklijke Nederlandse Akademie van Wetenschappen (KNAW), in 1991 ontving hij in Amsterdam de Silver Medal Award van de International Plant Growth Substance Association (IPGSA). De American Society of Plant Biology (ASPB) verleende hem in 2000 de Stephen Hales Prize en in 2007 The Fellow of ASBP Award. In 1998 werd Zeevaart verkozen als lid van de National Academy of Sciences. Hij schreef, in 2009, op uitnodiging een review, My Journey from Horticulture to Plant Biology (Ann. Rev. Plant Biol. 60: 1-19), over zijn wetenschappelijke carrière, waarin hij demonstreerde welke enorme ontwikkelingen zich hadden voorgedaan op zijn vakgebied.
Volgens ISIHighlyCited.com behoort Zeevaart tot de meest geciteerde wetenschappers op het gebied van de plant- en dierkunde.
- Gemeinsame Normdatei: 114629073X
- Nederlandse Thesaurus van Auteursnamen: 100949029
- Virtual International Authority File: 283655867
- WorldCat: E39PBJfcQyrWPXY4XJXxVkQH4q